# Санний спорт на зимових Олімпійських іграх 2014 — змішана естафета
Змагання з санного спорту в естафеті на зимових Олімпійських іграх 2014 пройшли 13 лютого на санно-бобслейній трасі «Санки» за участю команд з 12 країн. Медалі у цій дисципліні у рамках зимових Олімпійських ігор розігрувалися вперше.
Збірна Німеччини, спортсмени якої у попередні дні Ігор у Сочі виграли золоті медалі у всіх трьох дисциплінах (Фелікс Лох і Наталі Гайзенбергер — на одномісних санях, Тобіас Вендль 
 Тобіас Арльт — на двомісних), в естафеті також підтвердили свою перевагу над суперниками, показавши найкращий час у всіх трьох заїздах і в сумі на 1,03 секунди випередивши срібного призера — збірну Росії. бронзову медаль завоювала команда Латвії.

## Результати
| Місце | Номер | Команда        | Спортсмени                                                           | час                  | Сумарне час | Відставання |
| ----- | ----- | -------------- | -------------------------------------------------------------------- | -------------------- | ----------- | ----------- |
| 1     | 10    | Німеччина      | Наталі Гайзенбергер Фелікс Лох Тобіас Вендль Тобіас Арльт            | 54,095 55,639 55,915 | 2:45,649    | 0,000       |
| 2     | 7     | Росія          | Тетяна Іванова Альберт Демченко Олександр Денисьєв Владислав Антонов | 54,429 55,775 56,475 | 2:46,679    | +1,030      |
| 3     | 6     | Латвія         | Еліза Тірума Мартіньш Рубеніс Андріс Шіцс Юріс Шіцс                  | 54,745 56,048 56,502 | 2:47,295    | +1,646      |
| 4     | 11    | Канада         | Алекс Ґоф Самуель Едні Трістан Вокер Джастін Сніт                    | 54,643 56,197 56,555 | 2:47,395    | +1,746      |
| 5     | 9     | Італія         | Сандра Ґаспаріні Армін Цеггелер Крістіан Оберштольц Патрик Ґрубер    | 54,823 56,039 56,558 | 2:47,420    | +1,771      |
| 6     | 8     | США            | Ерін Гемлін Крістофер Маздзер Крістіан Ніккам Джейсон Тердіман       | 54,338 56,245 56,972 | 2:47,555    | +1,906      |
| 7     | 12    | Австрія        | Міріам Кастлунгер Вольфганг Кіндл Андреас Лінгер Вольфганг Лінгер    | 55,596 56,434 56,447 | 2:48,477    | +2,828      |
| 8     | 3     | Польща         | Наталія Войтусцішін Мацей Куровський Патрік Поремба Кароль Мікрут    | 54,937 56,737 58,079 | 2:49,753    | +4,104      |
| 9     | 4     | Чехія          | Вендула Котенова Ондржей Гіман Лукаш Брож Антонін Брож               | 55,600 56,926 57,279 | 2:49,805    | +4,156      |
| 10    | 5     | Словаччина     | Гбурова Йозеф Нініс Маріан Земанік Йозеф Петрулак                    | 55,757 56,472 57,936 | 2:50,165    | +4,516      |
| 11    | 2     | Україна        | Олена Шхумова Андрій Кісь Олександр Оболончик Роман Захарків         | 55,671 56,882 58,502 | 2:51,055    | +5,406      |
| 12    | 1     | Південна Корея | Син Юн Рюн Кім Дон Хен Пак Джин Ен і Чо Джун Мун                     | 56,174 57,986 58,469 | 2:52,629    | +6,980      |